# Tricyphona alticola
Tricyphona (Tricyphona) alticola là một loài ruồi trong họ Pediciidae. Chúng phân bố ở vùng sinh thái Palearctic.